# Iglesia de Ransäter
La iglesia de Ransäter (sueco: Ransäters kyrka) es una iglesia de madera, localizada en Ransäter en Värmland, Suecia.

## Historia[1]
En el siglo XVII una iglesia de casa comunal de madera fue construida en Ransäter por iniciativa de Johan Börjesson Carlberg. En los años 1740 la iglesia fue reconstruida a una iglesia de cruz. En 1983 la iglesia fue quemada. La iglesia de madera actual fue inaugurada en 1986, el arquitecto fue Jerk Alton. La iglesia también incluía pinturas de Sven-Bertil Svensson. El órgano de la iglesia fue construido en 1988 de Grönlunds Orgelbyggeri.